# Guilherme de Moerbeke
Willem van Moerbeke, OP (em latim: Gulielmus de Moerbecum) (1215-35 – c. 1286), conhecido em português como Guilherme de Moerbeke, foi um prolífico tradutor medieval de obras filosóficas, médicas e científicas do grego para o latim. Suas traduções foram influentes em sua época, quando algumas traduções concorrentes estavam disponíveis, e ainda são respeitadas pelos estudiosos modernos.

## Biografia
Moerbeke eraflamengo por origem, seu sobrenome indicando uma origem em Moerbeke, perto de Geraardsbergen), e um dominicano por vocação. Pouco se sabe de sua vida. Na primavera de 1260 ele estava em Niceia, ou Nicles, no Peloponeso; no outono do mesmo ano, ele estava em Tebas, onde os dominicanos se estabeleceram desde 1253 e de onde ele datou sua tradução de De partibus animalium, de Aristóteles.
Residiu no tribunal pontífice de Viterbo (com evidências em 1267, 1268 e 1271), esteve em Orvieto em 1272, e no Concílio de Lião (1274). Em seguida, a partir de 1277, até sua morte em 1286 (o que provavelmente ocorreu meses antes da nomeação de seu sucessor como bispo em outubro) ocupou a Arquidiocese Latina de Corinto, uma sé católica estabelecida no nordeste do Peloponeso depois da Quarta Cruzada. Não é claro quanto tempo ele esteve nesta sé: os documentos o retratam em missão em Perugia para o Papa em 1283, ditando ali seu testamento.
Ele foi associado com o filósofo Tomás de Aquino, o matemático Campano da Novara, o naturalista e médico silésio Witelo, e o astrônomo Henrique Bateno de Malinas, que dedicou a Guilherme seu tratado sobre o astrolábio.
Acredita-se que a pequena aldeia grega de Merbaka, entre Argos e Micenas, foi nomeada em sua homenagem.

## Traduções
Talvez a pedido de Aquino, Guilherme realizou uma tradução completa das obras de Aristóteles, diretamente do grego, ou, em algumas partes, uma revisão de traduções existentes. O motivo para o pedido foi o de que muitas das cópias latinas de Aristóteles, em circulação originaram-se na Espanha de textos em árabe, por sua vez frequentemente traduzidos do siríaco, em vez de serem traduções diretamente dos originais.
De aquino escreveu seu commentary on Aristotle's De anima, cuja tradução do grego foi concluída por Moerbeke em 1267, enquanto Aquino foi regente no studium provinciale no convento de Santa Sabina , em Roma, o precursor do Colégio de São Tomás do século XVI em Santa Maria sopra Minerva e a Pontifícia Universidade São Tomás de Aquino.
Por volta do século XIII houve a preocupação de que as versões árabes teriam distorcido o significado original de Aristóteles, e que a possível influência do racionalista Averróis poderia ser uma fonte de erros filosóficos e teológicos. Guilherme de Moerbeke foi o primeiro tradutor da Política para o latim, que ao contrário de outras partes do corpus Aristotélico não fora traduzida para o árabe. Ele também foi responsável por uma das três únicas traduções medievais da Retórica de Aristóteles. As traduções de Guilherme já eram clássicos no século XIII, quando Henrique Hervódio disse que eram literais (de verbo in verbo), fiéis ao espírito de Aristóteles e sem elegância. Para algumas das traduções, o original grego foi perdido, fazendo com que sejam as únicas versões acessíveis.
Guilherme também traduziu tratados matemáticos por Heron de Alexandria e Arquimedes. Especialmente importante foi sua tradução dos Elementos de Teologia de Proclo (feita em 1268), sendo esta obra uma das principais pontes do reavivamento neoplatonista do século XIII. Sua tradução do comentário de Proclo sobre Parmênides, de Platão, fez este texto disponível em latim pela primeira vez. Alguns dos importantes textos mais curtos de Proclo, como "Sobre a Providência", "Sobre a providência e o Destino", e "Sobre a Existência do Mal," são preservados apenas nas traduções de Guilherme de Moerbeke. 
A coleção do Vaticano coleção contém a própria cópia de Guilherme de sua tradução do maior matemático helenista, Arquimedes, com comentários de Eutócio, que foi feita em 1269 na corte papal em Viterbo, com consulta de dois dos melhores manuscritos de Arquimedes, ambos hoje sumidos.